# Noppadon Kasaen
Noppadon Kasaen (thailändisch นพดล กาแสน; * 5. September 1990) ist ein thailändischer Fußballspieler.

## Karriere
Noppadon Kasaen stand von mindestens 2016 bis Mitte 2019 beim Royal Thai Army FC unter Vertrag. Wo er vorher gespielt hat, ist unbekannt. Der Verein aus der thailändischen Hauptstadt Bangkok spielte in der dritten Liga, der damaligen Regional League Division 2, in der Bangkok Region. Nach der Ligareform 2017 spielte der Verein ebenfalls in der dritten Liga, der neugeschaffenen Thai League 3, in der Lower Region. Mitte 2019 wechselte er zum ebenfalls in der dritten Liga spielenden Ranong United FC. Mit dem Verein aus Ranong wurde er Ende 2019 Vizemeister und stieg in die zweite Liga auf. Im Sommer 2021 kehrte er zu seinem ehemaligen Verein Royal Thai Army FC zurück. Nach einer Saison wechselte er im August 2022 zum Drittligaaufsteiger Lopburi City FC. Mit dem Verein aus Lopburi spielte er 14-mal in der Western Region der Liga. Im Sommer 2023 wurde sein Vertrag nicht verlängert. Im August 2024 nahm ihn der in der Western Region spielende Drittligist Royal Thai Army FC unter Vertrag. Hier bestritt er ein Ligaspiel. Im Dezember 2024 wurde sein Vertrag nicht verlängert.

## Erfolge
Ranong United FC
- Thai League 3 – Lower Region: 2019 (Vizemeister)  ▲